# Nigâr Hanım
Nigâr Hanım (oszmán-török írással: نگار خانم, Isztambul, 1856 – Isztambul, 1918. április 1.) oszmán török költőnő, a modern, nyugati stílus nőies hangvételű úttörője. A Tanzimat utáni török költészet jelentős alakja, szülővárosában utcát is elneveztek róla.

## Élete és költészete
Nigâr Isztambulban született, egy magyar származású oszmán nemesember, Macar Osman pasa lányaként. Édesapja született Farkas Adolf az 1848–49-es forradalom és szabadságharc résztvevője, aki emigráns magyarként Törökországban kezdett új életet és az isztambuli katonai akadémia tanáraként dolgozott. Lánya széles körű oktatásban részesült, először a kadıköyi francia iskolába járt, majd otthon tanult tovább, magántanároktól. Nyolc nyelven beszélt, már fiatalon tudott zongorázni. Tizennégy évesen férjhez ment, de házassága boldogtalan volt és pár év után elvált.
Korai verseire a hagyományos dívánköltészet jellemző, később azonban Recaizade Mahmut Ekrem és mások hatására modernebb stílust képviselt, melyre hatással volt a korszak nyugati költészete. Jól ismerte a keleti és nyugati kultúrákat is, beszélt franciául, görögül, arabul és németül.
Efsus című könyve az első, nyugati stílusban írt verseskötet volt női szerzőtől. Mihrî Hatunhoz hasonlóan – valószínűleg az őt követő első női szerzőként – nem titkolja nemét; stílusa, témaválasztása és előadásmódja kifejezetten nőies érzékenységgel bír. A versek mellett prózát is írt és fordítóként is működött. A korabeli előkelő társaság közismert és fontos alakjának számított. Teadélutánokat tartott, ahol a kor jeles értelmiségei megfordultak és a magyarok is szívesen látott vendégek voltak, például a turkológus és nyelvtudós Kúnos Ignác is megfordult itt, aki meséket jegyzett fel későbbi gyűjteményébe.
Költői karrierje mellett életstílusa, társaságkedvelő személyisége és öltözködése is nagy hatást tett a társadalomra és a nőkről alkotott korabeli képre. Bár feministának nem nevezhető, a nők jogairól alkotott véleményével megelőzte korát. Emberi jogi munkásságát a Jótékonyság-renddel (Şefkat Nişanı) ismerték el.
Élete utolsó éveit egyre növekvő elszigeteltségben, nagy fájdalmak közepette töltötte. 1918-ban hunyt el Isztambulban.

## Művei
Egy korai szerelmes verse (Talat S. Halman angol fordítása alapján):
Mondd el újra
Én vagyok-e egyetlen szerelmed az egész világon – mondd – most?
Én vagyok-e szerelmed egyetlen tárgya?
Ha elmédben szenvedélyek vihara tombol,
Ha szívedben örökké ott él a szerelem –
Mind az enyém-e? Mondd el újra!
Mondd el most azonnal, én okozom-e
Minden sötét gondolatod, minden szomorúságod?
Oszd meg velem, mit érzel, mit gondolsz.
Gyere, szerelmem, öntsd a szívembe
Mindazt, ami ennyi fájdalmat okoz neked.
Mondd el újra.
(Cosman, et al., Penguin Book of Women Poets 1978, p.265)

### Jelentősebb műveinek listája
Verseskötetek
- Efsus I
- Efsus II
- Nîrân
- Aks-i Sada
- Safahat-ı Kalb
- Elhan-ı Vatan

Színdarab
- Tesir-i Aşk

Emlékiratok
- Hayatımın Hikâyesi (1959)